# Вадим Пристайко
Вадим Володимирович Пристайко (на украински: Вадим Володимирович Пристайко), е украински политик и дипломат. Министър на външните работи на Украйна от 29 август 2019 г.

## Биография
Роден на 20 февруари 1970 г. в град Килия, Одеска област.
През 1994 г. завършва Киевския политехнически институт, през 1998 г. - Украинската академия за външна търговия (магистър).
През 1993-1994 г. - съосновател на информационната компания Electronic News.
През 1994-1997 г. - главен икономист, ръководител на отдела, заместник-ръководител на Службата за търговия и икономически отношения с Африка, Азия и Тихия океан, Министерство на външноикономическите отношения и търговия на Украйна.
През 1997-2000 г. е заместник-началник на департамента за азиатските и тихоокеанските страни на пето териториално управление на Министерството на външните работи на Украйна.
През 2000-2001 г. - консул на Генералното консулство на Украйна в Сидни.
През 2001-2002 г. е главен консултант в Главната дирекция по външна политика на администрацията на президента на Украйна.
През 2002-2006 г. - политически съветник, временно изпълняващ длъжността (2003-2004, 2005-2006) по въпросите на Украйна в Канада.
През 2007-2009 г. - заместник-директор на отдела на НАТО на Министерството на външните работи на Украйна.
В годините - съветник-пратеник, заместник-ръководител на мисията на посолството на Украйна в САЩ.
От 8 ноември 2012 г. до 29 октомври 2014 г. - извънреден и пълномощен посланик на Украйна в Канада, от 28 декември 2012 г. до 29 октомври 2014 г. - представител на Украйна в ИКАО.
От декември 2014 г. - заместник-министър на външните работи на Украйна - ръководител на щаба.
На 11 юни 2019 г. президентът внесе във Върховната Рада предложение за назначаването на Вадим Пристайко за ръководител на външното министерство.
От 29 август 2019 г. министърът на външните работи на Украйна.